# Galacie
Galacie (latinsky Galatia) byla ve starověku vnitrozemské území, rozkládající se v hornaté centrální Anatolii, které je dnes součástí Turecka. Keltové, pro něž Helénové užívali jména Galatové (Γαλάται, Galatai), se na počátku 3. století př. n. l. zmocnili východní poloviny Frýgie, kterou osídlili a vytvořili místní vládnoucí vrstvu. Tato oblast byla proto od oněch dob nazývána Galacií, případně „Galií Východu“.

## Geografie
Galacie hraničila na severu s Bithýnií a Paflagonií, na východě s Pontem, na jihu s Kappadokií a Lykáonií a na západě s Frýgií. Země se nacházela na velké maloasijské centrální plošině, jejíž nadmořská výška kolísá mezi 600 až 1 000 metry, a skládala se ze dvou oblastí, oddělených řekou Halys (dnešní Kızılırmak). Menší východní region obtéká Halys, zatímco větší západní území je odvodňováno převážně řekou Sangarios (Sakarya) a jejími přítoky. Na severu Galacie se rozprostírají planiny s poměrně dobře obdělávatelnou půdou, jež sahají až k holým svahům Paflagonských hor na severu. Většinu zbývajícího teritoria Galacie však představují bezútěšné a neúrodné vysočiny, jež protínají drobné vodní toky, a směrem k jezeru Tuz Gölü na jihu pozvolna přecházejí v rozlehlou bezlesou rovinu. Tyto vysočiny nejsou příliš vhodné k provozování zemědělství a umožňují pouze pastevectví velkých stád ovcí a koz. Klimatické podmínky jsou velice extrémní, jelikož tuhé mrazivé zimy se střídají s velmi horkými léty. Roční úhrny srážek jsou zde nejnižší v celé Anatolii. Města se zde vyskytují jen řídce a ve značné vzdálenosti od sebe. Nejvýznamnějším střediskem antické Galacie byla Ankyra (Ankara), nynější hlavní město Turecka.

## Dějiny

### Keltská Galacie

Rozšíření Keltů v Evropě, část z nich se usadila v Malé Asii

Ve druhé polovině 4. století př. n. l. pronikli Keltové do nitra Balkánského poloostrova, nicméně jejich vpád byl odražen, načež byli zatlačeni za Dunaj. O dvě generace později, zhruba kolem roku 280 př. n. l., se Keltové opět vypravili na jih. V roce 279 př. n. l. se ohromná masa těchto Keltů rozdělila na dvě části. První pod vedením náčelníka Brenna napadla Makedonii a po vítězství nad Ptolemaiem Keraunem tuto zemi zcela zpustošila. Galatové poté udeřili na Řecko, kde způsobili veliké zděšení. Teprve v roce 278 př. n. l. byla jejich invaze zastavena u Delf a konečně v následujícím roce je Antigonos II. Gonatás rozdrtil na Helléspontu. Druhá skupina Keltů vedená náčelníky Leonnoriem a Lutariem si mezitím podrobila Thrákii a vydrancovala četná řecká města na pobřeží včetně Byzantia a Lýsimacheie. Patrně v roce 278 nebo 277 př. n. l. se tito Keltové, čítající asi 10 000 bojovníků a stejný počet žen a dětí, přeplavili do Malé Asie, kam je pozval bithýnský král Níkomédés I. Ten využil Galatů jako žoldnéřů nejprve v dynastickém boji proti svému bratrovi, uzurpátorovi Zipoetovi, a po jeho porážce je Níkomédés přiměl k účasti na konfliktu se seleukovskou říší. Řada seleukovských spojenců (například město Mílétos) padla pak za oběť barbarského řádění. Seleukovský král Antiochos I. se ale rozhodl obnovit svoji otřesenou hegemonii v Malé Asii a v roce 275 př. n. l. svedl s Galaty tzv. bitvu slonů. Početně silnější Keltové byli v tomto střetnutí přemoženi díky nasazení ohromného množství hrozivých válečných slonů.

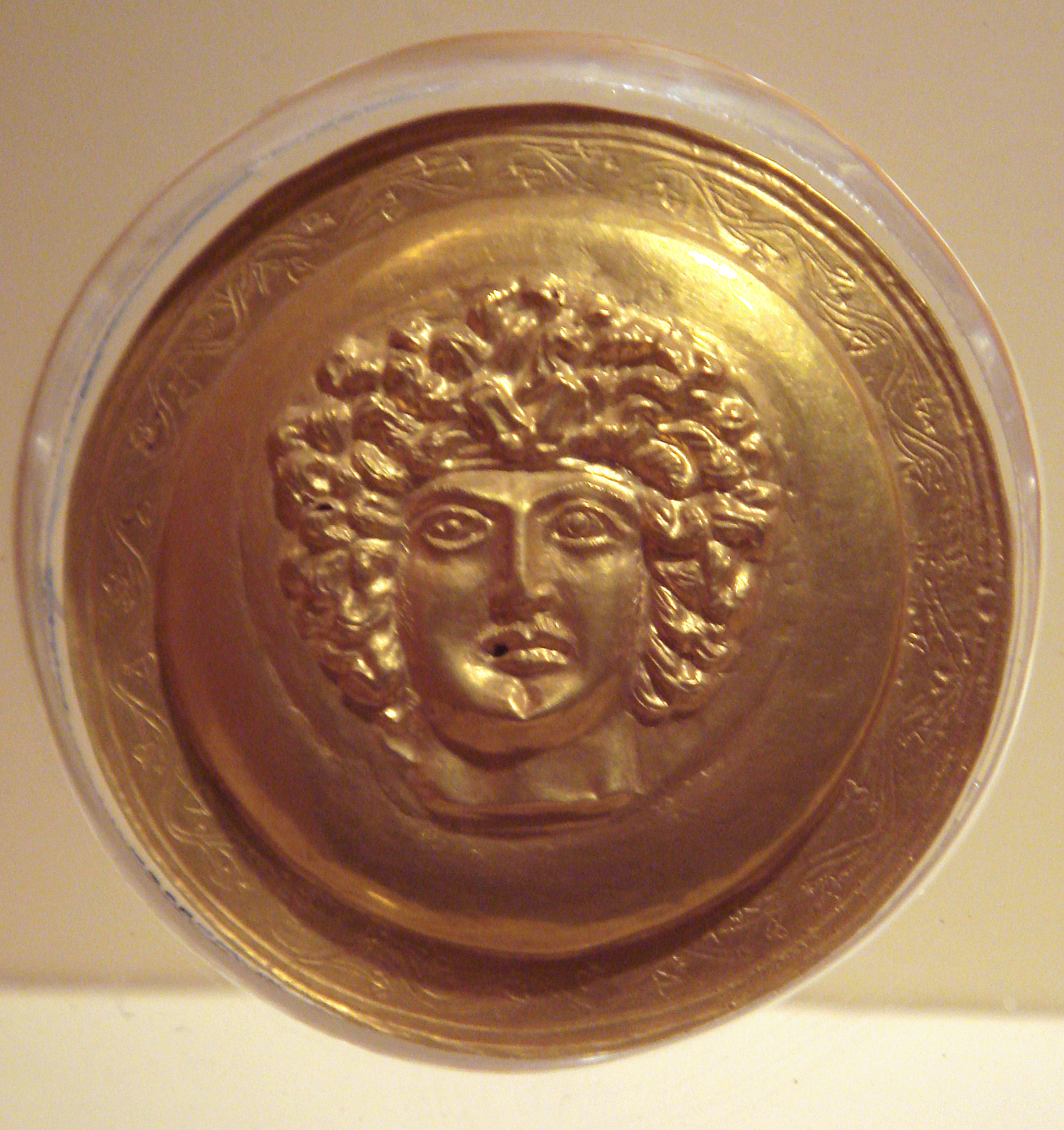
Galatská hlava, thrácké umělecké dílo

Po této pohromě hrozilo Galatům úplné vyhlazení, ovšem Níkomédés a Antiochos uzavřeli v témže roce smír, načež jim byla přidělena k usídlení severovýchodní část Frýgie. Nově příchozími soukmenovci z Evropy posílení Galatové poté podpořili pontského krále Mithridata I. v jeho boji s ptolemaiovským vojskem, za což od něho získali západní Kappadokii. Ve vnitrozemí Anatolie tak vzniklo rozsáhlé keltské teritorium, jež bylo od tohoto okamžiku zváno Galacií. V dalších desetiletích sužovali Galatové západní polovinu Malé Asie a plenili zemi jako spojenci nebo častěji jako žoldnéři ve službách různých soupeřících helénistických králů. K tomu jim napomáhala zvláště ústřední poloha jejich území, které představovalo ideální základnu k nájezdům do okolních krajin. Galatové se tak ukázali být trvalým zdrojem neklidu v regionu. Ve třicátých letech 3. století př. n. l. podpořili Antiocha Hieraxe, odpadlého seleukovského prince, ovládajícího Malou Asii. Hierax se pokusil zdolat pergamského krále Attala I., jenž však někdy kolem roku 232 př. n. l. uštědřil Galatům sérii vážných porážek, čímž je přinutil k poslušnosti. Na počest svého vítězství nad barbary nechal Attalos zhotovit v Pergamu řadu uměleckých děl a staveb oslavujících jeho triumf. Jedním z těchto děl byla socha Umírající Gal.
Vnitřní uspořádání galatské společnosti a státu popsal ve svém díle řecký zeměpisec Strabón. Galatové se i v Asii sdružovali podle své kmenové příslušnosti a jejich území bylo proto rozděleno na tři části: střední Galacie náležela kmeni Tektoságů (Tectosages), jejichž hlavním centrem byla Ankyra. Okolí západněji ležícího města Pessinús, jež bylo střediskem kultu bohyně Kybelé, osídlili Tolistobogiové (Tolistobogii). Trokmové (Trocmii) kontrolovali okolí města Tavium na východě. Území každého z kmenů se členilo do čtyř tetrarchií, jež spravovali náčelníci (tetrarchové) spolu s jim podřízenými soudci a veliteli. Moc tetrarchů byla takřka neomezená s výjimkou hrdelních zločinů, které byly souzeny před radou 300 stařešinů vybíraných ze všech dvanácti tetrarchií. Jednání tohoto shromáždění se konala v posvátném dubovém háji zvaném Drynemeton („posvátná půda“), který se nacházel zhruba třicet kilometrů jihozápadně od Ankyry.
Vlastní populace Galacie neměla ryze keltský původ. Před příchodem Keltů byla západní Galacie obývaná Frygy, zatímco na východě žili Kappadokové a jiné domorodé národy. Původní obyvatelstvo představovalo většinu venkovské populace a téměř veškeré obyvatele měst. Místním lidem byla ponechána držba dvou třetin půdy, z níž museli odvádět část produkce svým keltským pánům, kterým patřila zbývající jedna třetina. Rovněž veškerý obchod a řemeslná výroba spočívaly v rukou domorodců. Z hlediska okolního světa byli ztotožňováni se svými vládci a byli tudíž nazýváni „Galatové“. Galatští otroci, s nimiž se čile obchodovalo na antických tržištích, se rekrutovali výhradně z tohoto porobeného obyvatelstva. Keltští dobyvatelé, jejichž počet byl poměrně zanedbatelný, tvořili třídu vojenské aristokracie. Ta se nezdržovala ve městech, nýbrž sídlila v hrazených vesnicích, kde se ve svých pevnostech a v obklopení soukmenovců zdržovali náčelníci. Galatové byli výteční válečníci, respektovaní jak svými řeckými nepřáteli, tak později Římany. Často byli najímáni jako žoldnéři a leckdy se na obou stranách účastnili četných bitev období helénismu. V důsledku pozdějšího poklesu bojovnosti Keltů nastalo jejich postupné splynutí s původními obyvateli a přijetí místního náboženství.

### Římská nadvláda

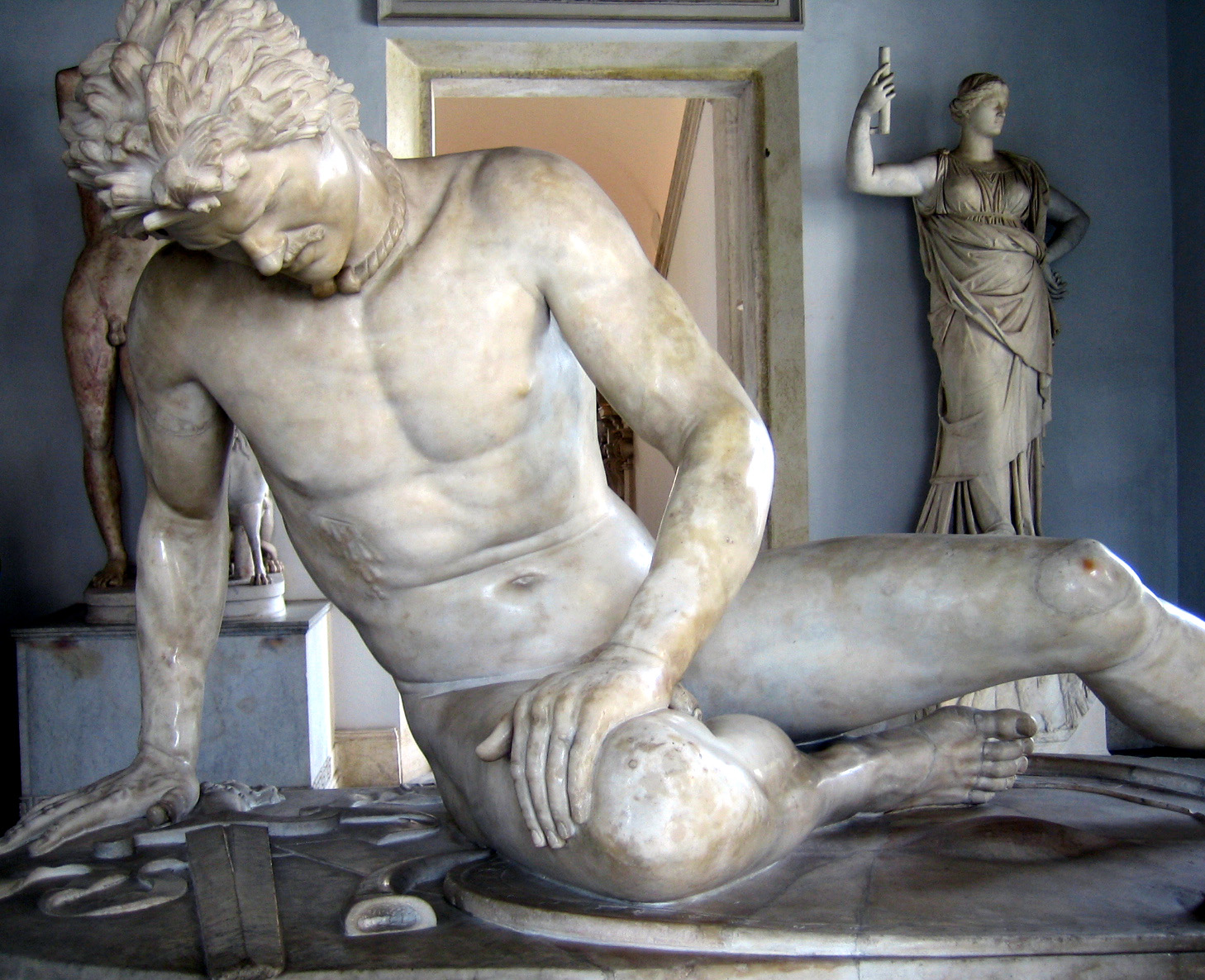
Umírající Gal, mramorová římská kopie helénistické sochy (Kapitolské muzeum, Řím)

K prvnímu kontaktu mezi Galaty a Římany došlo během syrské války na počátku 2. století př. n. l. Galatové, kteří po Attalově smrti v roce 197 př. n. l. obnovili své ničivé útoky do Anatolie, se tohoto konfliktu zúčastnili jako spojenci Antiocha III., posledního seleukovského krále, usilujícího o obnovení kontroly nad Malou Asií. Po římském vítězství v bitvě u Magnésie však Gnaeus Manlius Vulso podnikl válečné tažení, jež v roce 189 př. n. l. zlomilo odpor Galatů. Jejich vojenská moc od tohoto okamžiku nepřetržitě upadala. V první polovině 1. století př. n. l. se Galacie zmocnil pontský král Mithridatés VI. Během Lucullových a Pompeiových kampaní proti Mithridatovi osvědčili Galatové svoji loajalitu vůči Římanům, pročež byla Galacie v roce 64 př. n. l. uznána za klientelistický stát Říma. Někdejší státní zřízení bylo nahrazeno ustavením společné vlády tří náčelníků (chybně titulovaných tetrarchové). Nicméně ani toto uspořádání dlouho nevydrželo, neboť jeden z těchto náčelníků jménem Déiotaros, jenž byl současníkem Julia Caesara, se učinil pánem celé země a Římané ho formálně uznali za galatského krále. Po zavraždění třetího krále Amynta v roce 25 př. n. l. byla Galacie začleněna Augustem do římské říše jako jedna z jejích provincií. 

### Římská provincie

Římská provincie Galacie kolem roku 125, oproti někdejšímu keltskému teritoriu zahrnovala i Lykáonii na jihu

Poblíž Ankyry byl v této době vybudován chrám zasvěcený Augustovi (Monumentum Ancyranum), na jehož stěnách se nám dochovala značná část díla Res Gestae Divi Augusti. Někdy po roce 70 byla Galacie sloučena s Kappadokií v jediný velký správní celek, který přetrval do roku 117, kdy byly tyto země opět rozděleny. Za Diocletiana byla kolem roku 295 z Galacie vyčleněna další, jižněji položená provincie. Během administrativní reorganizace mezi léty 386 až 395 byla Galacie rozčleněna, čímž vznikly dvě nové provincie – Galatia Prima a Galatia Salutaris.

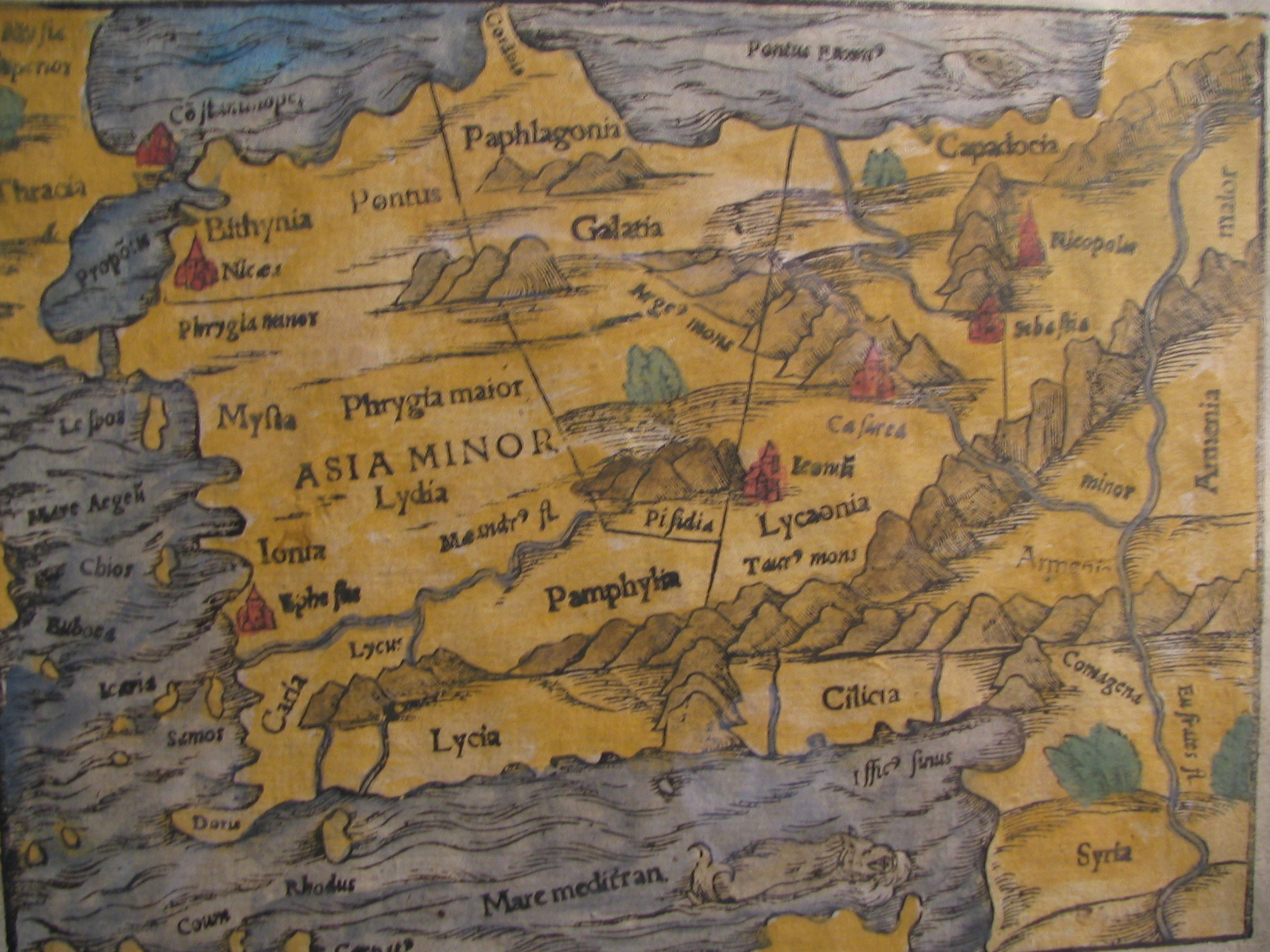
Část mapy z 15. století, znázorňující Malou Asii včetně Galacie

Třebaže se jednalo o jednu z ekonomicky nejvíce stagnujících částí říše, jen málokterá provincie projevovala vůči Římu tak vysokou míru oddanosti jako Galacie. Pro zdejší obyvatelstvo bylo charakteristické praktikování římsko-keltského polyteismu, příznačného pro všechna keltská území. V 1. století se Galacie stala jedním z raných center křesťanství. Pravděpodobně kolem roku 55 navštívil tuto zemi apoštol Pavel, jenž místním křesťanským komunitám adresoval List Galatským. Nejpozději od konce 2. století se v galatských městech a posléze i na venkově začalo šířit užívání řečtiny a řecká kultura. Ovšem až ve 4. nebo 5. století, po přesunu ústředí vlády na východ římské říše, prostoupila řecká civilizace ve své křesťanské formě celou Galacií. Přesto ještě svatý Jeroným napsal na konci 4. století, že Galatové z Ankyry mluví stejnou řečí jako Treverové z Trevíru. Pořečtění Galacie zavdalo Francisi Baconovi a jiným renesančním spisovatelům podnět k užití nepřesného označení Gallo-Graeci („Galo-Řekové“), případně Gallo-Graecia („Galo-Řecko“). V následujících staletích tvořila Galacie strategicky důležitou součást byzantské říše. Po porážce Byzantinců v bitvě u Mantzikertu v roce 1071 se normanský žoldnéř Roussel de Bailleul pokusil vzkřísit nezávislost Galacie. Brzy nato ale toto území zaplavili seldžučtí Turci, což přivodilo zánik zdejší pozoruhodné syntézy řecké a keltské kultury.